# John Ramsay (1er comte de Holderness)
Pour les articles homonymes, voir John Ramsay.
John Ramsay, 1er comte de Holderness (ch. 1580 - janvier 1626), connu sous le nom de Sir John Ramsay entre 1600 et 1606, et comme le vicomte de Haddington entre 1606 et 1621, est un important aristocrate écossais de l'ère jacobéenne, mieux connu en l'histoire comme le premier favori de Jacques Ier lorsqu'il devient roi d'Angleterre ainsi que d'Écosse en 1603.

## Biographie
Ramsay est page à la cour écossaise lorsque la soi-disant conspiration de Gowrie se produit en 1600. La nature réelle de cette affaire est profondément contestée; le récit le plus probable est que le jeune Ramsay a poignardé à mort le comte de Gowrie avec son poignard, aidant à déjouer un complot visant à kidnapper ou à assassiner le roi Jacques VI d'Écosse de l'époque. Ramsay est fait chevalier cette année-là et est créé vicomte de Haddington et Lord Ramsay de Barns dans la pairie écossaise le 11 juin 1606, et Lord Ramsay de Melrose en 1609, parmi diverses autres fonctions qu'il acquiert au cours de sa carrière à la Cour (gentilhomme de la Chambre à coucher de Jacques Ier, 1603 ; Joint Constable, Receiver, and Steward of Dunstable, 1604 ; etc. ) . Avant son mariage en 1608, Haddington reçoit de James des concessions de terres qui rapportent un revenu annuel de 1 000 £.
L'apogée de l'influence de Haddington est lors de son mariage avec Lady Elizabeth Radclyffe, fille du comte de Sussex, le 9 février 1608, organisé par le roi. Le mariage est célébré au palais de Whitehall avec le masque The Hue and Cry After Cupid, de Ben Jonson et Inigo Jones. Le roi James lui donne un bijou en plumes de diamant acheté pour 300 £ à John Blomeart  et rembourse les dettes de Haddington de 10 000 £, et envoie à la mariée une coupe en or contenant une concession de terres d'une valeur de 600 £ par an . Plus tard, Haddington est supplanté en tant que favori de James, d'abord par Robert Carr (1er comte de Somerset), puis par George Villiers (1er duc de Buckingham).
Lady Haddington danse dans le masque Tethys 'Festival pour célébrer la création du prince Henry en tant que prince de Galles le 5 juin 1610 . Elle meurt de la variole le 6 décembre 1618. Aucun de leurs enfants n'a survécu jusqu'à l'âge adulte. À cette époque également, il démissionne du titre de Lord Ramsay de Melrose en faveur de son cousin, Sir George Ramsay de Dalhousie. Le nouveau Lord Ramsay de Melrose change ce titre en Lord Ramsay de Dalhousie, et est l'ancêtre des comtes de Dalhousie.
En 1619, Haddington, consterné de ne pas être nommé au comté de Montgomery, quitte la Grande-Bretagne et se retire en France. En 1620, James fait revenir son ancien favori avec un cadeau de 7 000 £ et le crée baron Kingston upon Thames et comte de Holderness dans la pairie anglaise (22 janvier 1621) .
Vers juillet 1624, Holderness épouse sa seconde épouse, Martha Cockayne, fille d'un chevalier du Northamptonshire. Elle lui a survécu; ils n'ont pas d'enfants.
Holderness meurt en janvier 1626 et est inhumé le 28 février de la même année dans la chapelle Saint-Paul de l'abbaye de Westminster . Comme il n'a pas laissé d'enfants, sa lignée s'éteint. Un avocat, Sir Thomas Hamilton, est par la suite créé comte de Haddington.